# Laothoe austanti
Laothoe austanti là một loài bướm đêm thuộc họ Sphingidae. Nó được tìm thấy ở dãy núi Atlas và coastal plains của Maroc, miền bắc Algérie và Tunisia và the neighbouring desert areas. The habitat consists of cây bạch dương- và cây liễu-lined streams và rivers.
Sải cánh dài 95–120 mm. Nó lớn hơn và thường nhạt hơn loài tương tự Laothoe populi.
There are usually two generations per year, con trưởng thành bay từ tháng 4 đến tháng 5 và again từ tháng 7 đến tháng 8. Trong vài năm có một thế hệ thứ ba.
Ấu trùng ăn các loài Salix và Populus.